# TIC
TIC (engelska: total inorganic carbon), totalt oorganiskt kol, är ett mått på det totala oorganiska kolinnehållet i vatten, både i löst och partikulär form.